# Gens Spurinna
La gens degli Spurinna fu un'antica famiglia etrusca proveniente da Tarquinia.
Il nomen Spurinna appartiene a una classe di gentilizi di origine etrusca, facilmente distinguibili grazie al suffisso -inna, caratteristico dei nomi etruschi. Il nome è la forma latinizzata dell'etrusco Spuriana, documentato in vari luoghi archeologici.  Le iscrizioni di questa gens, per lo più di epoca imperiale e tutte provenienti da Roma o dall'Etruria, dimostrano che la forma femminile era Spurinnia. Come cognomen, Spurinna compare nella gens Vestricia, i cui membri acquisirono una notevole fama dall'epoca di Cesare a quella di Traiano, ma la maggior parte delle occorrenze epigrafiche sono come nomen gentilicium.

## Storia
La famiglia Spurinna era attestata nella città di Tarquinia già dalla metà del VI secolo a.C. e diversi suoi membri ricoprirono numerose cariche per più generazioni, a testimoniare il ruolo egemone conseguito nella città (Arath Spuriana fu sepolto nella famosa Tomba dei Tori) e non solo (una placchetta d'avorio a forma di leone lo riporta nella forma Spurianas ritrovata nei resti di un tempio proprio sotto il Campidoglio a Roma).

### GliElogia Tarquiniensia
Ma i documenti più importanti sono sicuramente le epigrafi in marmo ritrovate nel foro di Tarquinia dedicate in epoca imperiale a tre membri della famiglia note come gli Elogia Tarquiniensia oppure come "Gli elogi degli Spurinna". Purtroppo non sono integre (la seconda epigrafe è a tal punto lacunosa che ogni interpretazione è impossibile) e dai frammenti di testo non si ricavano riferimenti sicuri per datare gli avvenimenti in esse descritti ma comunque testimoniano inequivocabilmente l'importanza della gens nella storia antica di Tarquinia.
- La prima epigrafe:

V[ELTH]UR SPUR[INNA] /  [L]ARTIS F. / PR(AETOR) II MAGISTRATU AL[?]  / EXERC[I]TUM HABUIT ALTE[RUM IN] / SICILIAM DUXIT PRIMUS O[MNIUM] / ETRUSCORUM MARE CU[M – ?]  / TRAIECIT A QU[?] / AUREA OB VI[CTORIAM - ?]
Traduzione:
Velthur Spurinna figlio di Larth fu Pretore (la massima carica politico-militare della città) per due volte. Durante la carica condusse l'esercito oltre mare per due volte e fu il primo a condurne uno in Sicilia vittoriosamente.
In base alle fonti scritte l'unica notizia di esercito etrusco in Sicilia si trova in Tucidide e riguarda il piccolo contingente di tre navi a cinquanta remi (pentecontere) inviato in aiuto agli ateniesi impegnati nell'assedio di Siracusa (414-413 a.C.). Le poche centinaia di fanti si distinsero in uno scontro dove impedirono al nemico di incendiare la flotta greca tirata in secca. Difficile che l'epigrafe possa riferirsi a questo avvenimento data la sua modestia e anche considerando il fatto che la spedizione ateniese si risolse in un totale disastro.
- La terza epigrafe:

AUL[U]S S[PU]RINNA VE[LTH]UR[IS - F] / PR III ORGOLN[IU]M VELTURNE[…]ENSI[…] / CAERITUM REGEM IMPERIO EXPU[LIT (?) …]XI[…] / [A]RRETIUM BELLO SEVILI V[?] / [LA]TINIS - NOVEM - OP[PIDA …] / CEP[IT  (?) …] / FALIS[C …]
Traduzione:
Aulo Spurinna figlio di Velthur fu Pretore per tre volte. Tra le imprese compiute scacciò da Caere il re, combatté vittoriosamente contro Arezzo e occupò nove fortezze dei Latini [...].

## Membri noti
A questa famiglia apparteneva, secondo Plutarco, anche l'indovino che avvertì Giulio Cesare della congiura delle idi di marzo, il giorno precedente l'attentato in cui il dittatore romano perse la vita. Si legge infatti che Spurinna gli avesse detto: “Cesare! Guardati dalle idi di marzo!”.
Il mattino fatidico, prima di entrare in Senato, Cesare spavaldo gli ribatté: “Spurinna, come vedi, le Idi son giunte..!”. Al che Spurinna replicò “Sì, son giunte - o Cesare - ma non sono ancora trascorse”.
Altri membri sono noti da iscrizioni:
- Velthur Spurinna, vissuto nel V secolo a.C., viene nominato in un'iscrizione di Tarquinia del I secolo [5].
- Aulo Spurinna, nipote di Velthur, fu un condottiero militare.
- Publio Spurinna, nominato in un'iscrizione sepolcrale di Tarquinia in Etruria, risalente al terzo quarto del II secolo a.C.[6].
- Spurinnia P. l. Eleutheris, una liberta sepolta a Roma nel I secolo[7].
- Spurinna Firmo, sepolta a Tarquinia, all'età di trent'anni.[8]
- Lucio Spurinna Floro, uno dei quattuorviri di Volsinii in Etruria.[9]
- Lucio Spurinna Ɔ. l. Hilaro, un liberto sepolto a Roma.[10]
- Spurinnia Longa, sepolta a Tarquinii in Etruria, all'età di settantacinque anni, in una tomba risalente al terzo quarto del I secolo a.C..[11]
- Spurinnia Nice Torquatiana, nutrice di Tito Giulio Antigono, sepolta a Roma nella metà del I secolo, in una tomba dedicata da Antigono e da suo cognato, Primigenio, schiavo di Lucio Volusio Saturnino, per Spurinnia e Charis, moglie di Primigenio.[12]
- Quinto Spurinna Q. f. Quintianus, un equites di Laurentum nel Lazio, fu uno dei duumviri municipali di Arretium in Etruria durante il regno di Alessandro Severo, e ricoprì diverse altre posizioni di fiducia durante la sua carriera pubblica.[13]
- Spurinnia L. f. Thannia, sepolta a Tarquinia, all'età di novantaquattro anni, in una tomba risalente al terzo quarto del I secolo a.C..[14]